# Tal-Qadi
Tal-Qadi – ruiny megalitycznej świątyni w Naxxar na Malcie.

## Opis
Ruiny świątyni megalitycznej Tal-Qadi zostały odkryte przez Themistoclesa Zammita i L. Upton Waya w 1916 roku. W 1927 roku przeprowadzono prace archeologiczne, a w 1952 roku ukończono badania archeologiczne stanowiska. Ruiny zachowane są w złym stanie i współcześnie widać jedynie zarys fundamentów budowli. Budowla pochodzi z okresu 3300–3000 p.n.e. i była najprawdopodobniej zorientowana na osi wschód-zachód, a środkowa część była oflankowana absydami od strony północnej i południowej. Świątynia miała najprawdopodobniej cztery absydy, co było typowe dla architektury późnego okresu świątyń (4100–2500 p.n.e.). Świątynia służyła w okresie Tarxien a możliwe, że nawet wcześniej, w okresie Gġantija. 

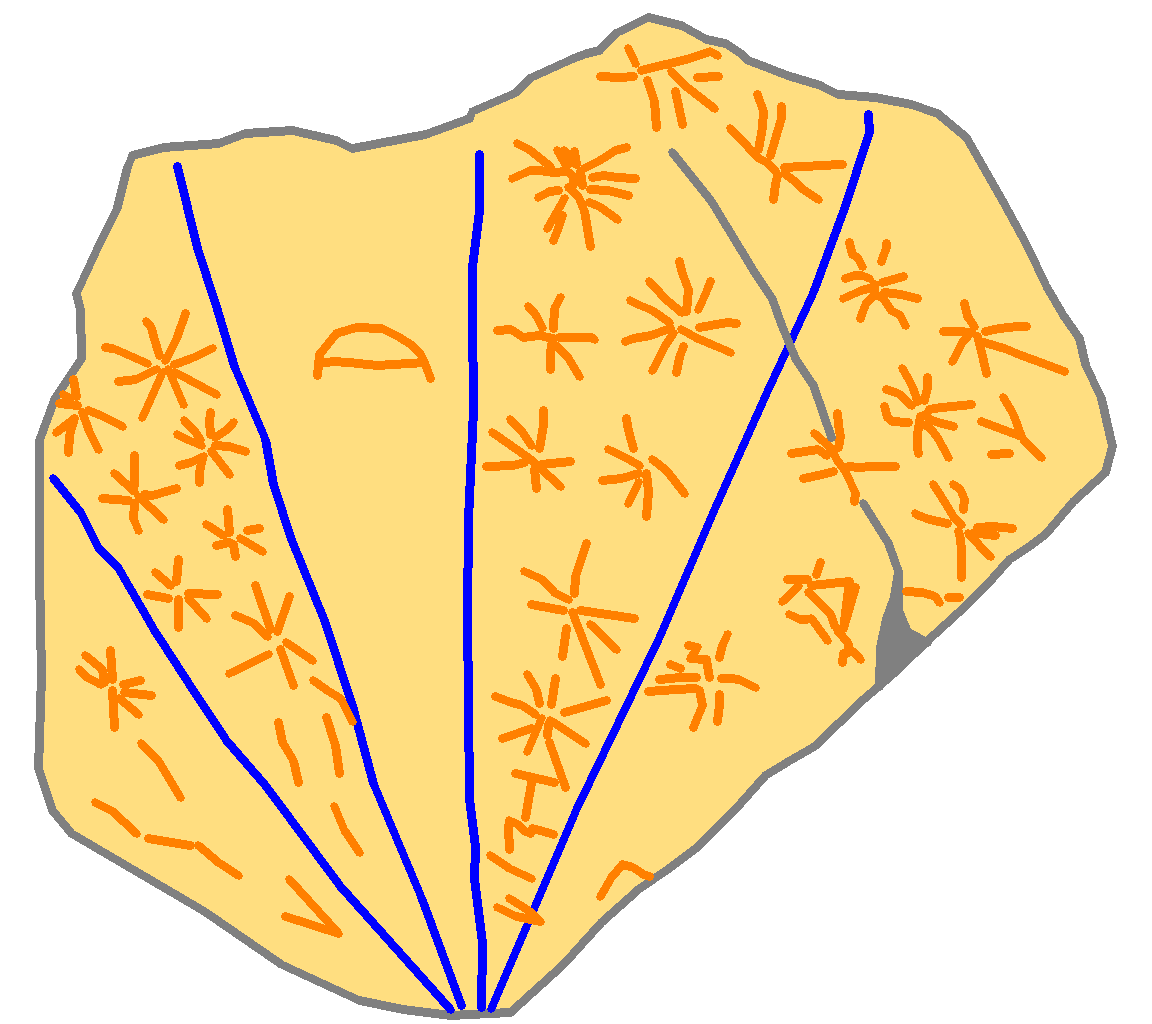
Mapa gwiazd na mapie nieba Tal-Qadi

Przeznaczenie budowli nie jest znane, lecz odnalezienie na miejscu fragmentu skały wapiennej z wyrytymi najprawdopodobniej symbolami gwiazd i księżyca pozwala przypuszczać związki Tal-Qadi z aktywnością astronomiczną. Relief przedstawia cztery linie wybiegające z jednego punktu i dzielące cały fragment skały na pięć części. W trzech częściach znajdują się symbole najprawdopodobniej gwiazd, a w części środkowej symbol przypominający sierp księżyca. Całość miała najprawdopodobniej kształt kolisty, a wydzielonych części było kilkanaście (14–18). Układy poszczególnych symboli gwiazd mogą być interpretowane jako gwiazdy i gwiazdozbiory: Syriusz, Rigel lub Betelgeza, gwiazdozbiór Byka, Plejady i gwiazdozbiór Perseusza. Fragment skały z Tal-Qadi znajduje się w Narodowym Muzeum Archeologicznym w Valletcie.